# Leeteinde 12
Het pand Leeteinde 12 in Broek in Waterland is een van de weinige oude stenen huizen in dat dorp. Het pand is beschermd als rijksmonument en is eigendom van Vereniging Hendrick de Keyser.

## Geschiedenis
De oudste bekende bewoner van het kavel Leeteinde 12 is Jan Claesz. van Sanen. Hij woonde in 1652 al reeds aan het Leeteinde. In archiefstukken is te lezen dat hij ruzie had met zijn buurvrouw Maritge Claes Verlaen over het uitbaggeren van hun gedeelde kavelsloot. Zijn dochter Lijsje erft het ouderlijk huis. Wie na haar overlijden in november 1675 eigenaar wordt, is niet bekend. Vermoedelijk zal het huis telkens aan een familielid nagelaten worden. Op 28 februari 1839 kochten Jan Hillebrandsz Verlaan en zijn vrouw Vroutje Pieters Kok een huis met grond langs Het Dee van Jan Bakker en Maritje Hillbrands Verlaan. Het woonhuis werd in 1740 gebouwd in opdracht van het echtpaar Jan Hillebrandsz Verlaan en Vroutje Pieters Kok. Het is daarmee het oudste stenen huis van Broek in Waterland. Een kleine 50 jaar later werd het in 1789 de woning van dominee Haverkamp. De dominee liet de keuken van linksachter naar rechtsmidden verplaatsen. Het pand werd later een notariswoning, notaris Schellinger kocht het pand in 1821 na het overlijden van de dominee. Van 1848 tot 1866 was deze notaris tevens eigenaar van het pand aan de Nieuwendammerdijk 285 in Nieuwendam. Schellinger liet de rechter voorkamer verbouwen tot zijn werkkamer, ook liet hij de ramen vervangen door de Empireramen die tot op heden aanwezig zijn. Het pand ging in 1854 over in handen van Adriaan Tolk, eveneens een notaris van beroep. Het pand ging in 1854 over in handen van Adriaan Tolk. Hij liet het pand in 1862 gedeeltelijk ombouwen tot kruidenierswinkel, de rest van het pand werd verhuurd. Om de winkel de ruimte te geven werd een deel van de gang samengevoegd met de linker voorkamer. De kruidenierswinkel bleef tot 1972 in gebruik, na het stopzetten van de winkel werd de verbouwing tot winkel ook weer ongedaan gemaakt. Bij deze restauratie werd de originele betimmering uit de bouwtijd op zolder teruggevonden en opnieuw in de kamer gebruikt. Het winkelinterieur, dat sinds de plaatsing in 1862 niet was gewijzigd, werd door Vereniging Hendrick de Keyser in bruikleen gegeven aan het Nederlands Openluchtmuseum in Arnhem.
Leeteinde 12-14 is sinds 1964 in eigendom van Vereniging Hendrick de Keyser, terwijl het pand Nieuwendammerdijk 285 reeds in 1959 eigendom van de vereniging werd.

## Exterieur
De woning staat vrijwel direct aan de straat en kijkt uit op Het Dee, een waterstroom dat uitmondt in het Havenrak. Het bouwwerk heeft een vrijwel vierkant grondplan. Alle vier de buitenmuren zijn opgetrokken uit bakstenen, in de vorm van spouwmuren. De spouw is 5 centimeter breed. In de voorgevel bevindt zich, bovenaan vier traptreden, een grote paneeldeur met groot bovenlicht met snijraam, waarboven een gevelsteen in de vorm van een cartouche met het bouwjaar van het huis: 1740. De voorgevel wordt afgesloten door een kroonlijst met gesneden consoles. De overige gevels hebben alleen een kroonlijst.
De vensters in de voorgevel zijn in empirestijl gemaakt en zijn van gesneden middenroeden voorzien.
Het huis is gedekt met een schilddak met vier schoorstenen op elk hoek van het dank één. Aan de voorzijde twee dakkapellen met gebogen fronton.

## Interieur
Het woonhuis is gebouwd met een middengang met aan weerszijden verschillende ruimtes. Mede hierdoor is de plattegrond ook symmetrisch in opzet. De deuren stammen nog uit de bouwtijd en zijn daarmee in Lodewijk XIV-stijl, de nissen zijn geplaatst in opdracht van dominee Haverkamp. Zowel links als rechts van de gang bevinden zich drie ruimtes. De voorkamers hebben altijd de functie van woonkamer, of kantoor gehad, als woonkamer werden zij vooral in de zomer gebruikt. De keuken bevond zich van origine linksachter, hieronder ligt ook een waterkelder, dominee Haverkamp liet de keuken naar de tussenkamer rechts in het midden verplaatsen. Linksachter kwam een salon of werkkamer in Lodewijk XVI-stijl. De ruimte hier tegenover, rechts achter dus, bevat nog wandbetimmering in Lodewijk XIV-stijl. De woonkamer aan de rechter-voorzijde werd door notaris Schellinger verbouwd tot kantoor. Hij liet er een halfronde kachelnis plaatsen. Deze nis werd zelf gestuct, maar kreeg een marmeren omlijsting. Schellinger liet ook de ramen in empirestijl plaatsen.
De meeste decoratieve elementen zoals lambrisering, schouwen en stucwerk zijn in de 19e eeuw aangebracht.
De verdieping bestaat uit een zolder met bedstedenwanden tegen de zijkanten en aan de achterzijde twee kamers voor de meiden.

## Foto's
Hieronder een selectie van foto's van het interieur van Leeteinde 12-14 in Broek in Waterland, gemaakt op 6 juni 1992 door Gerard Dukker, medewerker van de Rijksdienst voor het Cultureel Erfgoed.

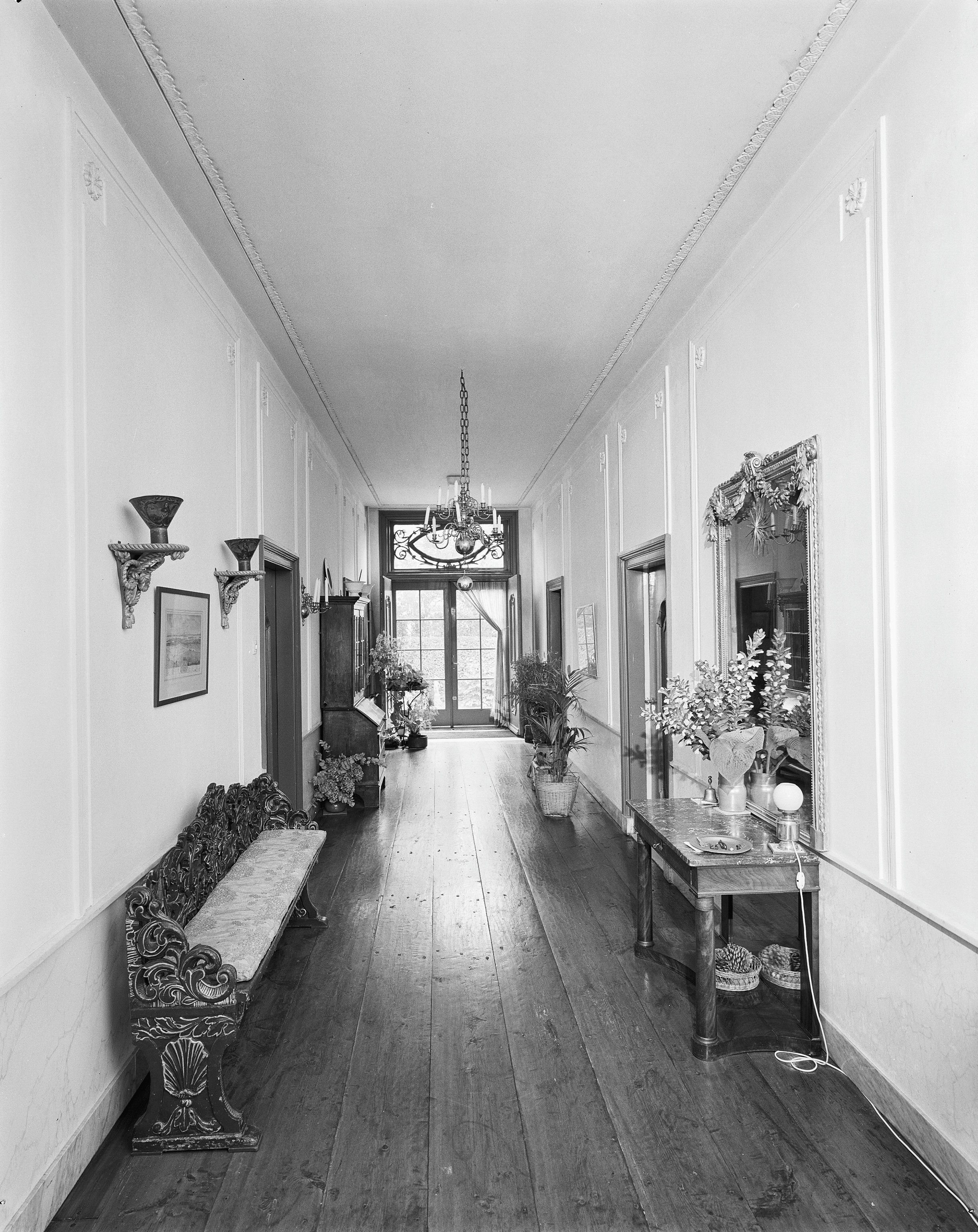
Overzicht van de middengang
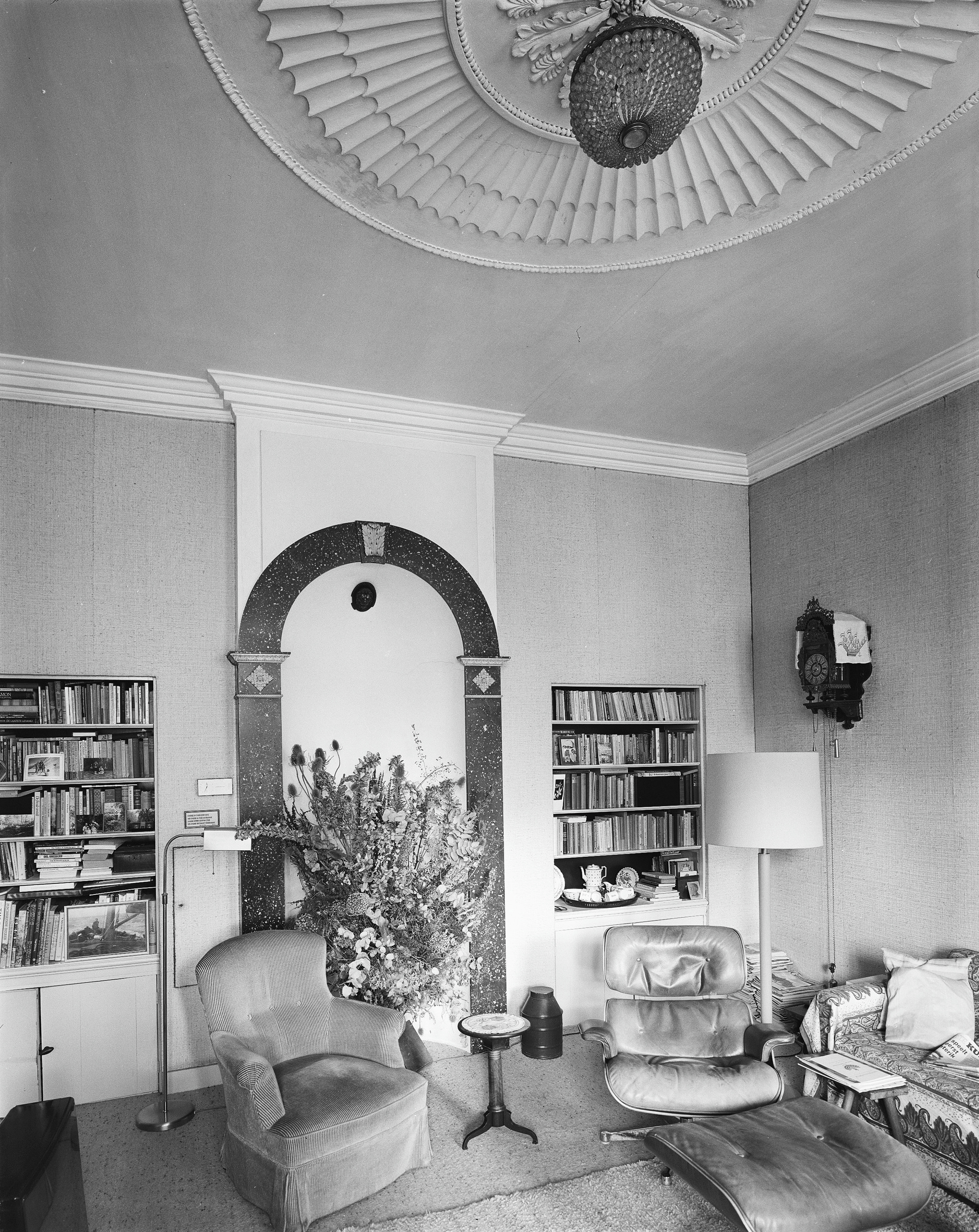
Rechter voorkamer met kachelnis
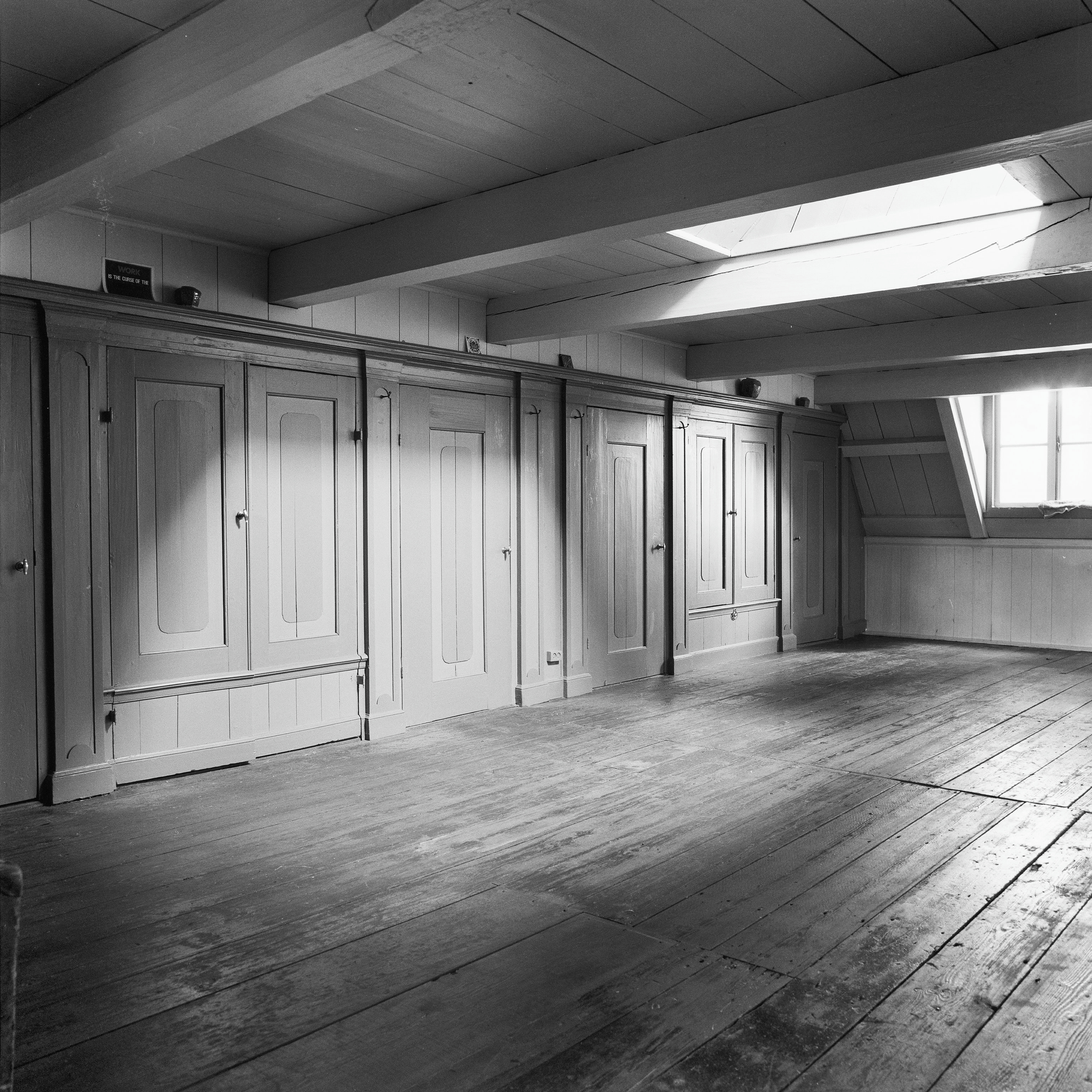
Bedstedewand op de verdieping